# Doze Ribeiras
Doze Ribeiras – parafia (freguesia) gminy Angra do Heroísmo. W 2011 miejscowość była zamieszkiwana przez 513 mieszkańców.